# Drakensbergianella rudebecki
Drakensbergianella rudebecki là một loài bọ cánh cứng trong họ Chrysomelidae. Loài này được Biondi & d'Alessandro miêu tả khoa học năm 2003.